# Vierfleckiger Kugelmarienkäfer

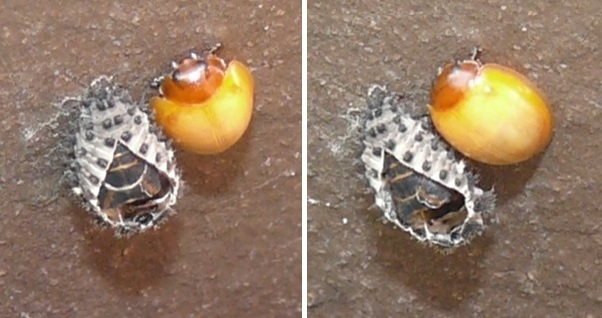
Frisch geschlüpfter Vierfleckiger Kugelmarienkäfer neben der aufgeplatzten Exuvie der Larve, in der sich das verlassene Puparium befindet

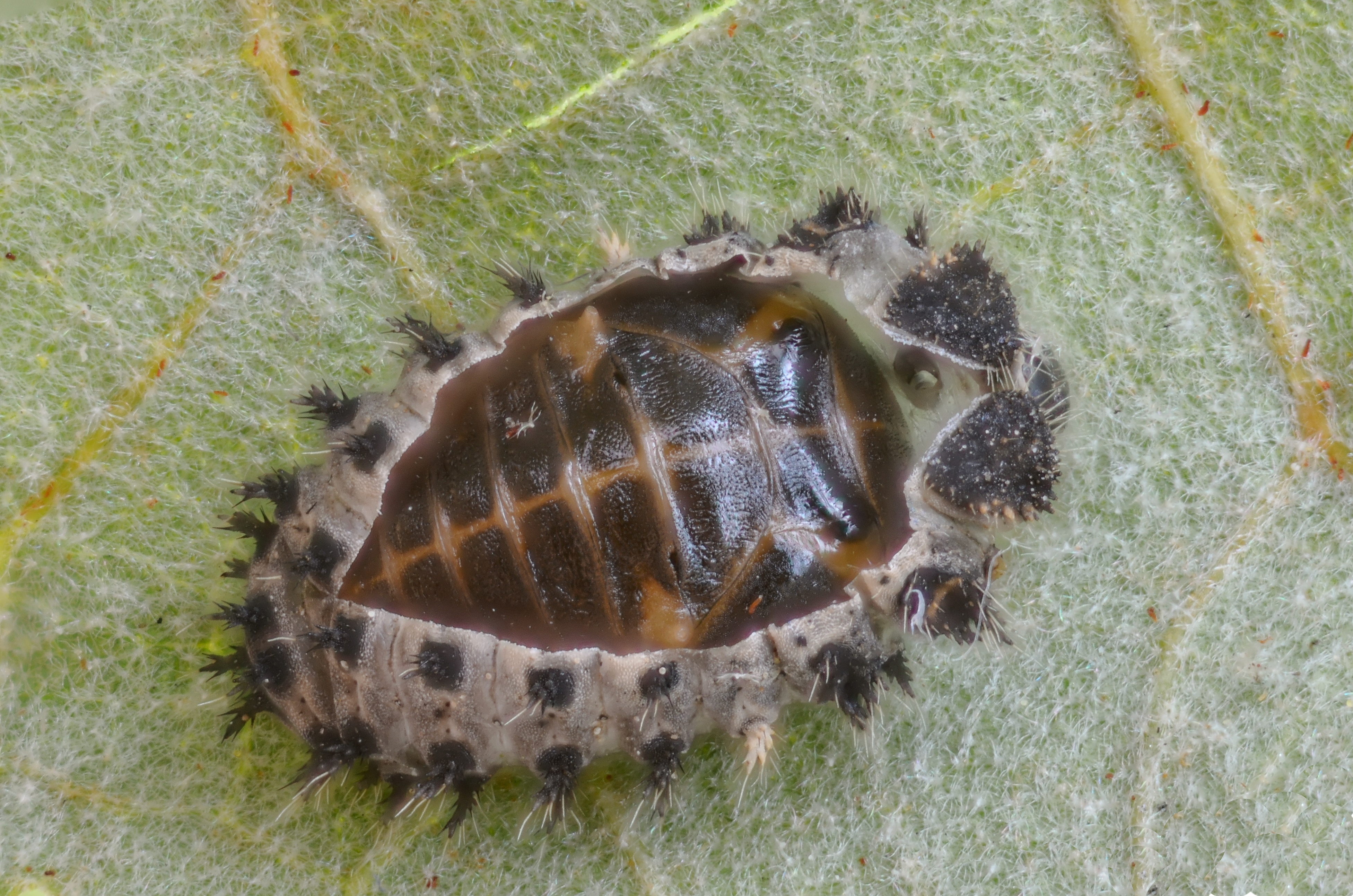
Geschlossenes Puparium in der aufgeplatzten Exuvie

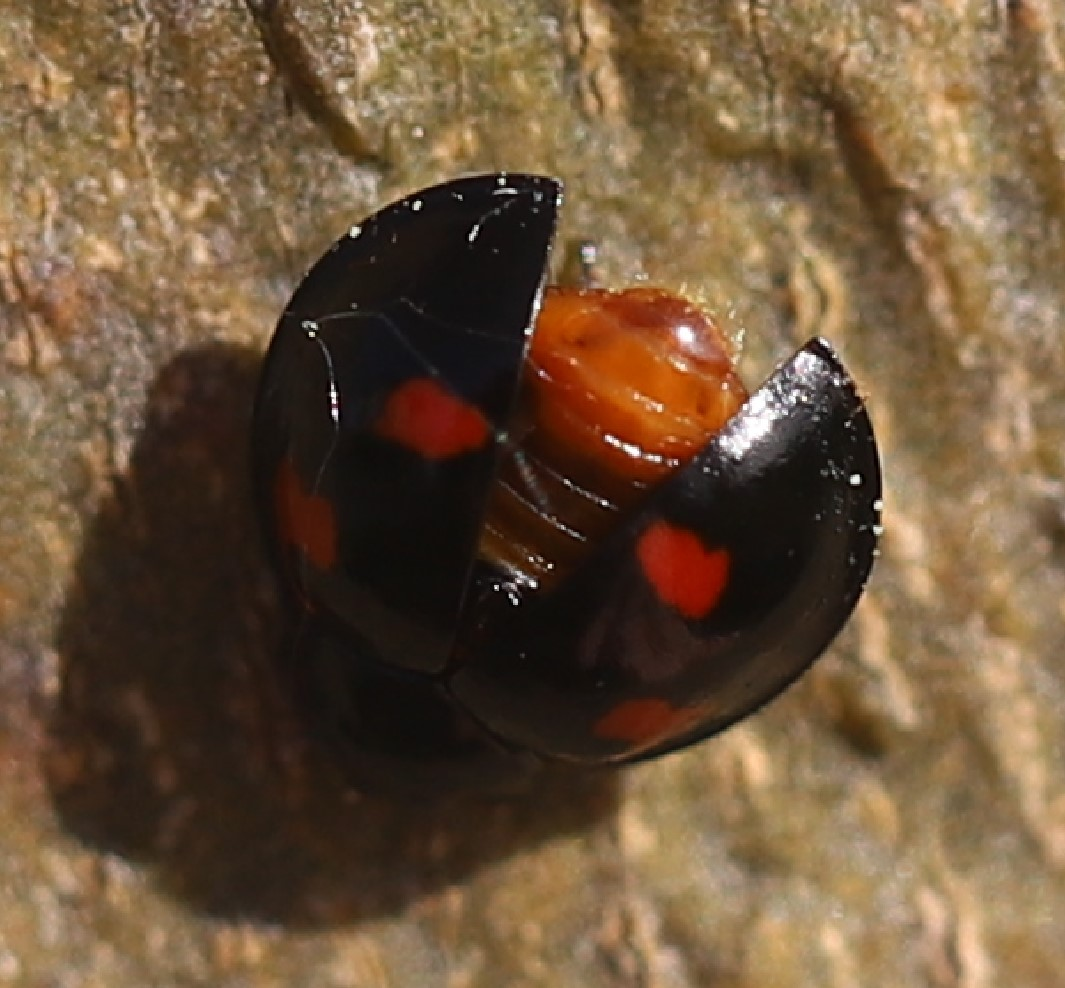
Käfer mit gespreizten Deckflügeln, der Hinterleib ist teilweise sichtbar

Der Vierfleckige Kugelmarienkäfer oder Vierfleckige Schildlaus-Marienkäfer (Brumus quadripustulatus oder Exochomus q.) ist ein Käfer aus der Familie der Marienkäfer (Coccinellidae).

## Merkmale
Die Käfer werden drei bis fünf Millimeter lang, ihr Körper ist breit oval und gewölbt. Ihre Deckflügel sind schwarz und haben je zwei rote, seltener gelbe Flecken. Der eine nahe der Schulter hat die Form eines Hufeisens bzw. eines spiegelverkehrten Kommas, der hintere, nahe an der Flügeldeckennaht ist kleiner und abgeflacht. Der Halsschild ist ebenfalls schwarz, kann aber an den vorderen Ecken gleich, wie die Tibien und Tarsen heller gefärbt sein. Ihre Fühler haben neun Glieder und sind sehr kurz. 

### Ähnliche Arten
- Exochomus nigromaculatus

## Vorkommen
Die Käfer kommen in ganz Europa bis Südnorwegen und Mittelschweden und in Asien vor. Sie leben vor allem auf Nadelbäumen, besonders auf jungen Kiefern, Fichten, Lärchen und Wacholder, aber auch auf Laubbäumen wie Weißdorn, Ahorn und Kreuzdorn.

## Lebensweise
Die Käfer überwintern im Bodenstreu im Moos und Laub.

## Nahrung
Die Imagines und Larven der Vierfleckigen Kugelmarienkäfer ernähren sich von Schild- und Blattläusen. Die Käfer fressen mitunter auch ihre eigenen Larven. 